# Settimo San Pietro
Settimo San Pietro – miejscowość i gmina we Włoszech, w regionie Sardynia, w prowincji Cagliari.
Według danych na rok 2004 gminę zamieszkiwały 5924 osoby, 257,6 os./km². Graniczy z Maracalagonis, Quartu Sant’Elena, Quartucciu, Selargius, Serdiana, Sestu, Sinnai i Soleminis.